# Masacre de Makugwe
La masacre de Makugwe ocurrió el 22 de enero de 2023, en la República Democrática del Congo, cuando islamistas mataron a unas 20 personas.

## Antecedentes
Las Fuerzas Democráticas Aliadas son un grupo islamista ugandés que comenzó una insurgencia en 1996. Se extendió a la RDC y se intensificó durante la década de 2010. Sus ataques en Kivu del Norte incluyen una masacre en Beni en 2016. A finales de la década de 2010, el grupo forjó estrechos vínculos con el Estado Islámico. Atentaron contra una iglesia en Kasindi, Kivu del Norte, el 15 de enero de 2023.

## Masacre
En la noche del 22 de enero de 2023, las Fuerzas Democráticas Aliadas mataron entre 17 y 24 personas en Makugwe, una aldea cerca de Beni, Kivu del Norte, en el este de la República Democrática del Congo. La masacre ocurrió en un bar; Los insurgentes también saquearon e incendiaron varias casas y tiendas, y secuestraron a varias personas. El diputado provincial Saidi Balikwisha, que estaba en Makugwe durante el ataque, afirmó que el número de muertos era de 23 y declaró que al menos otros 3 están desaparecidos. El 23 de enero, el Estado Islámico se atribuyó la responsabilidad del ataque.